# Museu Histórico de Alcântara
O Museu Histórico de Alcântara é um museu público estadual localizo na cidade de Alcântara, no Maranhão, em sua Praça da Matriz. 
Foi instalado em 1977, em um sobrado colonial que pertenceu ao Barão de São Bento, exemplar típico dos casarões maranhenses do século XIX, um testemunho de um período de opulência e riqueza baseado nas monoculturas do arroz e algodão com a utilização da mão-de-obra escravizada.

## Estrutura
Tem uma fachada revestida de azulejos coloridos e portais emoldurados de pedras de lioz. A planta possuo formato em L, dando lugar a longos corredores avarandados abrindo para um pátio interno, onde se há um poço com bordas trabalhadas em pedra e alvenaria.
O prédio do Museu Histórico de Alcântara destaca-se por seus longos beirais, janelas em guilhotina, forro em espinha de peixe no segundo pavimento, balcões com base de pedra e gradil em ferro trabalhado, além de inúmeros detalhes arquitetônicos interessantes.

## Acervo

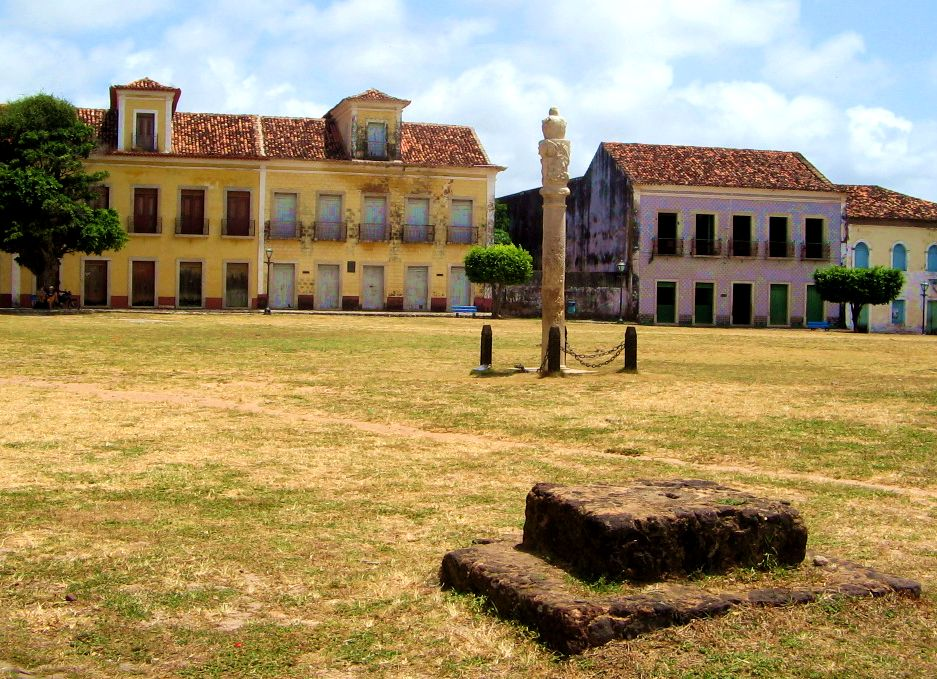
Museu na Praça da Matriz, com o Pelourinho da cidade

O acervo do museu conta com peças procedentes do Museu Histórico e Artístico do Maranhão, Prefeitura Municipal de Alcântara, da Prelazia de Pinheiro, de irmandades da cidade e doações de famílias alcantarenses.
O circuito de exposições reproduz um ambiente típico de uma residência maranhense do século XIX, com destaque para peças de mobiliários, louças, objetos de adornos, ourivesaria e artes sacras.
No acervo de arte sacra, há exemplares de santos maranhenses dos séculos XVII e XIX, em tamanho médio ou natural, além de uma interessante coleção de cabeças de imagens de roca esculpidas em madeira.
Podem ser vistas também vitrines com joias valiosas em ouro, prata e pedrarias, pertencentes ao tesouro de irmandades religiosas como as de São Benedito, de Nossa Senhora do Carmo, de Nossa Senhora do Livramento ,entre outras. Também há pinturas antigas sobre metal e madeira e uma coleção de imagens e objetos da Igreja do Carmo.